# Jet-Boys
Jet-Boys, scritto anche Jet Boys o Jetboys, è un videogioco sparatutto a scorrimento fantascientifico pubblicato nel 1987 per Commodore 64 dall'editrice britannica CRL Group. In America venne pubblicato nel 1988 dalla Avantage, un'etichetta a basso costo della Accolade. Si controlla un personaggio che vola con una tuta a jet pack, con la possibilità di due giocatori in cooperazione.
Nello stesso periodo uscirono altri due giochi per Commodore 64 con le stesse caratteristiche generali, Side Arms e Zybex; Side Arms è la conversione di un arcade, Jet-Boys e Zybex sono probabilmente ispirati all'arcade.

## Trama
Le lune di Saturno sono divenute importanti per le risorse minerarie, ma il ricco proprietario di una di esse l'ha trasformata in una fortezza difesa da guardie meccaniche e biotecnologiche e ora minaccia, per un ricatto, di distruggere tutte le lune. Due jet boys, forze speciali che si muovono in jet pack, vengono inviati sul satellite con l'obiettivo di distruggere il reattore centrale. Dovranno attraversare quattro settori: un deserto roccioso, un tempio fatto di blocchi di pietra, il blob (una struttura organica) e la zona tecnologica del reattore.

## Modalità di gioco
Il gioco è per uno o due giocatori in cooperazione simultanea, ciascuno controlla un personaggio in volo con jet pack. Lo scenario è bidimensionale a scorrimento orizzontale continuo verso destra, con effetto parallasse sullo sfondo. Si devono attraversare quattro livelli che hanno sfondi differenti, ma il terreno sassoso in basso è sempre lo stesso.
Il personaggio può volare in tutte le direzioni e sparare in orizzontale, nel verso in cui è rivolto. Quando cambia direzione di movimento a destra o sinistra impiega un po' di tempo per voltarsi da quella parte. In alternativa, se si tiene premuto il pulsante di fuoco può rimanere sempre rivolto dalla stessa parte, indipendentemente dal verso di movimento.
I nemici sono di diversi tipi e arrivano dai lati, volando a ondate di quattro uguali alla volta. Il comportamento di ogni ondata può essere volare in linea retta, muoversi anche in su e giù, o arrivare divisi da entrambi i lati dello schermo. Inoltre dalla superficie piana del terreno spuntano continuamente brevi tentacoli che devono essere evitati.
Ogni nemico abbattuto, oltre al punteggio, fa vincere unità di tempo, che vengono accumulate e utilizzate soltanto alla fine del livello, quando si attiva il conto alla rovescia durante lo scontro con il boss. Ogni livello ha infatti un grosso boss finale, che si deve colpire al centro e sconfiggere prima che scada il tempo. Mentre i nemici normali sono letali solo se toccati, i boss possono sparare.
Insieme alle ondate di nemici possono arrivare volando dei power-up di quattro tipi: laser più potente, sparo quadruplo, invincibilità temporanea, aumento della velocità. I potenziamenti raccolti si perdono ogni volta che si perde una delle tre vite.

## Accoglienza
I giudizi della critica furono variabili, mediamente attorno alla sufficienza, spesso più positivi sul piano estetico che su quello della giocabilità. Il concorrente Zybex fu solitamente più apprezzato dalla critica, anche perché costava molto meno.
Jet-Boys venne spesso descritto come difficile da padroneggiare, soprattutto per la lentezza del personaggio nel voltarsi e la bassa cadenza di fuoco dell'arma di base. Secondo la rivista Tilt la strategia necessaria è imparare gli schemi di movimento dei nemici.